# Chemseddine Nessakh
Chemseddine Nessakh (en arabe : شمس الدين نساخ) est un footballeur international algérien né le 4 janvier 1988 à Oran. Il évolue au poste d'arrière gauche à l'ASO Chlef

## Biographie
(14 juin 2018).
Le contenu est difficilement compréhensible vu les erreurs de traduction, qui sont peut-être dues à l'utilisation d'un logiciel de traduction automatique.
Le 18 février 2009, Nessakh a été choisi comme le meilleur joueur ASM Oran pour la première moitié de la saison 2008-09 du championnat national Algérie 2 par les fansde clubs.  Le 26 décembre 2009, Nessakh a signé un contrat de deux ans et demi avec JS Kabylie, les rejoignant sur un transfert de l'ASM Oran. Les frais de transfert n'ont pas été divulgués. Dans sa première saison avec le club, il a fait 11 apparences de la ligue, dont quatre en tant que starter. Il a également joué un rôle important dans la course de la JS Kabylie aux demi-finales de la Ligue des champions de la CAF 2010, en jouant dans tous les matches de groupes de l'équipe, ainsi que leurs deux demi-finales contre le TP Mazembe.
Le 19 mars 2011, Nessakh a marqué le seul but de la victoire 1-0 de la JS Kabylie face à l'ASC Tevragh-Zeïna au premier tour de la Coupe de la Confédération 2011 de la CAF Au match retour en Mauritanie, il a marqué deux autres buts pour aider la JS Kabylie à se qualifier 3-1 sur l'ensemble au second tour.

## Statistiques

### Matchs internationaux
Le tableau suivant liste les rencontres de l'équipe d'Algérie dans lesquelles Chemseddine Nessakh a été sélectionné depuis le 10 novembre 2017 jusqu'à présent

## Palmarès
- Champion d'Algérie en 2020, 2021 et 2022 avec le CR Belouizdad.
- Vainqueur de la Coupe d'Algérie en 2011 avec la JS Kabylie et en 2019 avec le CR Belouizdad.
- Vainqueur de la Supercoupe d'Algérie en 2017 avec l'ES Sétif et en 2020 avec le CR Belouizdad.

### Distinctions personnelles
- Meilleur joueur en D2 en 2008 avec l'ASM Oran.